# Route européenne 234
Pour les articles homonymes, voir E234 (homonymie) et Route 234.
La route européenne 234 est une route reliant Cuxhaven à Walsrode.